# Psorophora lineata
Psorophora lineata är en tvåvingeart som beskrevs av Alexander von Humboldt 1819. Psorophora lineata ingår i släktet Psorophora och familjen stickmyggor. Inga underarter finns listade i Catalogue of Life.